# Little Susie/Pie Jesu
«Little Susie/Pie Jesu» (literalmente en inglés: Pequeña Susie/Jesús Piadoso)es una canción del cantante estadounidense Michael Jackson que forma parte de su noveno álbum de estudio, HIStory: Past, Present and Future, Book I. La canción aparece como la decimocuarta pista del segundo disco (HIStory Continues) disco y la vigesimonovena en el álbum. Es considerada una de las composiciones más sombrías y emocionalmente complejas de Jackson. Fue escrita por Michael Jackson y producida por Jackson junto con David Foster. "Little Susie" narra la trágica historia de una niña que es encontrada muerta, con una fuerte carga emocional y referencias a la fragilidad de la vida.

## Composición y Producción
"Little Susie" es una balada sombría que combina elementos de la música clásica, ópera y pop en una fusión innovadora que la distingue del resto del repertorio de Jackson. La canción comienza con una intro orquestal, acompañada por un coro infantil que canta un fragmento de Pie Jesu, una obra sacra.Originalmente, fue grabada en 1978, para las primeras secciones de su quinto aĺbum de estudio, Off The Wall, de 1979, con el título de Susie.La canción hace referencia al incidente de principios de los 70 con la misma historia. 
Jackson trabajó estrechamente con el productor David Foster para crear una atmósfera de ópera dramática que reflejara la profundidad de la historia. La canción incluye arreglos de cuerdas, piano y una orquesta completa, además de efectos sonoros, como el de una caja de música, que simboliza la inocencia perdida.

## Letra y Significado
La letra de "Little Susie" cuenta la historia de una niña llamada Susie, quien es hallada muerta por una caída, abandonada y sin que nadie notara su desaparición. Jackson explora temas como la soledad, el abandono y la injusticia hacia los niños. A lo largo de la canción, se hace referencia a la negligencia de la sociedad y la indiferencia hacia los problemas de los más vulnerables.
La canción también refleja influencias de la música clásica, particularmente en el uso de Pie Jesu, que es una oración de súplica por la paz eterna de las almas. Esta obra es interpretada en varias secciones de la canción, aumentando el impacto emocional del relato.

## Estructura musical y estilo
La canción se desarrolla en la tonalidad de si bemol menor, con una estructura rítmica que se basa en el uso de cuerdas orquestales, piano y percusión ligera. Con géneros predominantes de pop, clásica, ópera y balada, se puede encontrar también ritmos de orquestal, música barroca, art pop, entre otros.
La instrumentación contribuye a crear un ambiente sombrío y solemne, acompañado por un coro infantil que realza la intensidad emocional. A lo largo de la pieza, Jackson utiliza su registro vocal más suave y controlado, contrastando con sus interpretaciones más enérgicas en otras canciones del álbum.
La introducción instrumental incluye una caja de música que simboliza la inocencia de Susie, y la pieza se transforma en una composición más compleja a medida que avanzan las cuerdas y el piano. La canción finaliza de manera melancólica, manteniendo el tono oscuro y solemne.

## Crítica y recepción
"Little Susie" es vista como una de las canciones más artísticas y serias de Jackson. A pesar de no haber sido lanzada como sencillo, ha sido elogiada por su complejidad lírica y musical, así como por la valentía de Jackson para abordar temas tan sombríos. Críticos como J. Randy Taraborrelli destacaron la canción por su narrativa trágica y su enfoque artístico, considerándola una de las piezas más elaboradas del álbum HIStory.
A pesar de su naturaleza sombría, "Little Susie" ha sido valorada como una de las canciones más únicas en el catálogo de Jackson, con una sensibilidad artística que la separa de sus éxitos más comerciales.

## Impacto y legado
Aunque "Little Susie" no fue lanzada como sencillo, es considerada una obra maestra oculta en el repertorio de Jackson. La canción aborda temas complejos y difíciles, y es un ejemplo de la versatilidad artística de Jackson.
Los críticos y fanáticos han señalado la valentía de Jackson al crear una canción que no busca el éxito comercial, sino que prioriza la expresión artística y la denuncia social. Little Susie ha sido analizada en profundidad por estudiosos de la obra de Jackson como una representación de su interés en temas humanitarios y de justicia social.

## Personal
- Michael Jackson – voz principal, compositor, productor
- David Foster – productor, arreglos
- Bruce Swedien – ingeniero de sonido, mezcla
- Jeremy Lubbock – orquestación
- The Andrae Crouch Choir – coro
- Andrew Scheps – ingeniero asistente
- Jerry Hey – arreglos de vientos
- David Campbell – arreglos de cuerdas